# Vinh, Tự Cống
Vinh (chữ Hán giản thể: 荣县, Hán Việt: Vinh huyện) là một huyện thuộc địa cấp thị Tự Cống, Cộng hòa Nhân dân Trung Hoa. Huyện Vinh có diện tích 1.598 km², dân số năm 2002 là 700.000 người. Huyện này nằm cách trung tâm Tự Cống 38 km, giáp với Nội Giang, Nghi Tân, Lạc Sơn. Các hệ thống sông Đà Giang, Mân Giang ở thượng lưu Trường Giang chảy qua huyện Vinh.